# 宮町 (さいたま市大宮区)
宮町（みやちょう）は、埼玉県さいたま市大宮区の町名。現行行政地名は宮町一丁目から宮町五丁目。住居表示未実施地区。郵便番号は330-0802。

## 地理
さいたま市大宮区の中央部に位置する。地区の中央を埼玉県道164号鴻巣桶川さいたま線（旧中山道）が南北に埼玉県道2号さいたま春日部線（旧国道16号）が東西に通り、西端には東武野田線などの線路が通る。埼玉県下最大の風俗街である大宮北銀座が四丁目に所在し特殊浴場が多くある。一丁目や二丁目は大宮銀座通りや大宮一番街などの商店街を擁する駅前商業地、三丁目や五丁目は主に住宅地である。かつては大宮宿宮町であった。地名は字名に因むもので、氷川神社の門前であることが地名の由来となった。

### 隣接する大字・町
- 土手町
- 高鼻町
- 大門町
- 錦町

## 歴史
- 1947年（昭和22年）9月1日 - 町域に当たる場所に北公民館（現、大宮北公民館）が開設される[8]。
- 1956年（昭和31年）7月10日 - 区画整理事業の実施により大宮市大字大宮、高鼻、土手宿の各一部から宮町一丁目〜五丁目が成立[7][5]。
- 1959年（昭和34年）7月1日 - 大栄橋が竣工する[9]。歩行者と自転車のみ開放。
- 1961年（昭和36年）8月30日 - 大栄橋全面開通[10]。
- 1969年（昭和44年）11月14日 - 地内に大宮西武（西武百貨店大宮店の前身、後の大宮ロフト、現大宮ラクーン）が開店する。
- 1991年（平成3年） - 地内に大原簿記情報ビジネス専門学校大宮校が開校する。
- 2001年（平成13年）5月1日 - 大宮市が浦和市、与野市と合併し、さいたま市が発足。さいたま市の町名となる。
- 2003年（平成15年）4月1日 - さいたま市が政令指定都市に移行し、さいたま市大宮区の町名となる。
- 2017年（平成29年）12月17日 - 大宮風俗ビル火災が発生。死者5人[11]。
- 2018年（平成30年）4月 - 宮町1丁目、2丁目、4丁目が暴力団排除特別強化地域に設定される。暴力団員との間で みかじめ料のやり取りが禁止された[12]。

## 世帯数と人口
2017年（平成29年）9月1日現在の世帯数と人口は以下の通りである。
| 丁目       | 世帯数    | 人口    |
| ---------- | --------- | ------- |
| 宮町一丁目 | 118世帯   | 178人   |
| 宮町二丁目 | 208世帯   | 356人   |
| 宮町三丁目 | 422世帯   | 757人   |
| 宮町四丁目 | 639世帯   | 926人   |
| 宮町五丁目 | 433世帯   | 573人   |
| 計         | 1,820世帯 | 2,790人 |

## 小・中学校の学区
市立小・中学校に通う場合、学区（校区）は以下の通りとなる。
| 丁目       | 番地 | 小学校                   | 中学校                   |
| ---------- | ---- | ------------------------ | ------------------------ |
| 宮町一丁目 | 全域 | さいたま市立大宮小学校   | さいたま市立大宮東中学校 |
| 宮町二丁目 | 全域 | さいたま市立大宮北小学校 | さいたま市立大宮北中学校 |
| 宮町三丁目 | 全域 | さいたま市立大宮北小学校 | さいたま市立大宮北中学校 |
| 宮町四丁目 | 全域 | さいたま市立大宮北小学校 | さいたま市立大宮北中学校 |
| 宮町五丁目 | 全域 | さいたま市立大宮北小学校 | さいたま市立大宮北中学校 |

## 交通

### 鉄道
町内には鉄道は敷設されていないが、大宮駅が至近にあり最寄駅である。

### 道路
- 埼玉県道90号大宮停車場線・埼玉県道164号鴻巣桶川さいたま線（旧中山道）
- 埼玉県道2号さいたま春日部線
- 銀座通り[14]
- 北銀通り
- 平和通り
- カモメ通り - 「ときわ通り」とも
- 一の宮通り（オレンジロード）

## 寺社
- 曹洞宗大宮山東光寺
- 御影堂

## 施設
町域が大宮駅前に位置するため数多くの商業施設や民間施設が立地する。かつては地内に西武百貨店大宮店（後に大宮ロフトに転換）のほか、十字屋大宮店や長崎屋大宮店などの商業施設がそれに隣接して所在していた。
- さいたま市立大宮北小学校
- 大原簿記情報ビジネス専門学校大宮校
- 大宮宮町郵便局
- 大宮北公民館
- 宮町四丁目自治会会館
- みずほ銀行大宮支店
- 武蔵野銀行大宮支店
- 福島銀行大宮支店
- 大宮ラクーン - 複合商業施設
- 大宮一番街 - 商店街

## 出身人物
- 栗原利郎（地主[16]） - 栗原國起、栗原弘行兄弟の父。菱屋（栗原）の住宅は木造3階建てだった[17]。
- 栗原弘行（実業家、温冷熱医療研究家） - 尖閣諸島地権者で、菱屋会館代表取締役・栗原國起の弟。